# Simon Streatfeild
Simon Nicolas Streatfeild (Windsor, 5 ottobre 1929 – 7 dicembre 2019) è stato un violista, direttore d'orchestra e docente britannico naturalizzato canadese.

## Biografia
Simon Nicolas Streatfeild nacque a Windsor, nel Berkshire, Inghilterra, nel 1929. Ha studiato viola con Frederick Riddle al Royal College of Music dal 1946 al 1950. Ha poi suonato con la London Philharmonic Orchestra e la Royal Opera Orchestra, Covent Garden, diventò violoncellista principale della Sadler's Wells Orchestra (1953-55) e la London Symphony Orchestra (1956-65) e fu membro fondatore dell'Accademia di Saint Martin in the Fields (1958-65).
Si trasferì in Canada, dove lavorò in vari ruoli con la Vancouver Symphony Orchestra dal 1965 al 1977: violista principale, assistente direttore, direttore musicale e direttore associato.
Streatfeild è stato direttore del Vancouver Bach Choir dal 1969 al 1981. Dal 1977 al 1981 è stato professore invitato all'Università dell'Ontario occidentale. Ha diretto la Regina Symphony Orchestra dal 1981 al 1984, aggiungendo nell'ultimo anno il suo nuovo incarico come direttore dell'Orchestra Sinfonica del Québec (OSQ) nel luglio 1983, succedendo a James DePreist e abbandonando la OSQ nel 1991 per le divergenze artistiche. Durante il suo incarico l'orchestra ha fatto il suo debutto a Toronto e le sue prime registrazioni.
È stato anche direttore della Manitoba Chamber Orchestra (MCO) dal 1982 al 2000. Nel 1983 ha guidato la MCO nella prima mondiale del lavoro di Michael Matthews Between the Wings of the Earth.
Dirige regolarmente come ospite in Canada, Stati Uniti, Regno Unito, Europa e altri luoghi. È stato Direttore dell'Orchestra Sinfonica dell'Accademia Norvegese di Musica di Oslo per dieci anni, dove è stato anche Professore di direzione d'orchestra.

## Registrazioni
Le sue registrazioni comprendono musiche di Mahler, Berlioz, Shostakovich, Britten, Honegger, Messiaen e altri.